# Doische
Doische är en kommun i Belgien.   Den ligger i provinsen Namur och regionen Vallonien, i den södra delen av landet, 80 km söder om huvudstaden Bryssel. Antalet invånare är 2 876.
I omgivningarna runt Doische växer i huvudsak blandskog. Runt Doische är det ganska tätbefolkat, med 80 invånare per kvadratkilometer.